# Kincses Balázs
Kincses Balázs (Budapest, 1994. február 8. –) magyar vízilabdázó, a  Bókay-KSI játékosa.

## Pályafutása
A Budapesti Honvéd csapatában kezdte a vízilabdát, ahol már az utánpótlás csapatoknál felfigyeltek tehetségére. 2010-ben úgy érezte váltania kell és az OSC csapatához szerződött, ahol hamar kulcsember lett. Jó játékával és lőtt góljaival az OB1-es csapat vezetőedzőjének, Bíró Attilának figyelmét is felkeltette. Így a 2011/2012-es szezonban, mindössze 17 évesen bemutatkozhatott a felnőtt csapatban is a Pécs ellen. Ebben a szezonban ezen kívül még két mérkőzésen kapott lehetőséget.
2017-ig az A-HÍD OSC Újbuda második csapatával készült, akikkel a 2013/2014-es szezonban bronzérmet szerzett a Budapest Bajnokságban, emellett ő lett a házi gólkirály is. 2017-től a Bókay-KSI-hez igazolt.

## Családja
Családjában nem ő az egyedüli vízilabdázó. Édesapja, Kincses Róbert a HETE-ben játszott, majd 2017-től a Bókay-KSI játékosa. Öccse, Péter 2014-től az A-HÍD OSC Újbuda játékosa.